# Auguste Chapdelaine
Pour les articles homonymes, voir Chapdelaine.
Auguste Chapdelaine est un prêtre-missionnaire catholique, né à La Rochelle-Normande (Manche) le 6 janvier 1814 et mort exécuté en Chine, dans la province du Kouang-si (Guangxi), le 29 février 1856. Il a été béatifié le 27 mai 1900 par le pape Léon XIII et canonisé le 1er octobre 2000 par le pape Jean-Paul II, parmi 120 chrétiens morts en Chine entre les XVIIe et XXe siècles.
Son exécution a été le prétexte pris par le Comte Walewski, ministre français des Affaires Étrangères, pour rejoindre les Britanniques dans leur expédition navale et terrestre contre la Chine qui inaugure la seconde guerre de l'opium.
Auguste Chapdelaine est fêté le 28 février. Il avait pour nom en chinois Ma Laï.

## Biographie
Après ses études à l'abbaye Blanche à Mortain, il est ordonné prêtre en 1843 à Coutances (Manche). Il est d'abord vicaire à Boucey (Manche) de 1844 à 1851. Il se rend en Chine en 1852 sous l'égide des Missions étrangères de Paris. Il se fixe d'abord à Hong Kong, où il reste deux ans, puis il part pour la province du Kouang-si (Guangxi). Il célèbre sa première messe le 8 décembre 1854. Ayant dû vivre dans la clandestinité, en butte à l'autorité persécutrice des mandarins locaux, il n'évangélisa sans doute qu'assez peu de personnes, au vu de la brièveté de son apostolat et des témoignages des ecclésiastiques contemporains.  

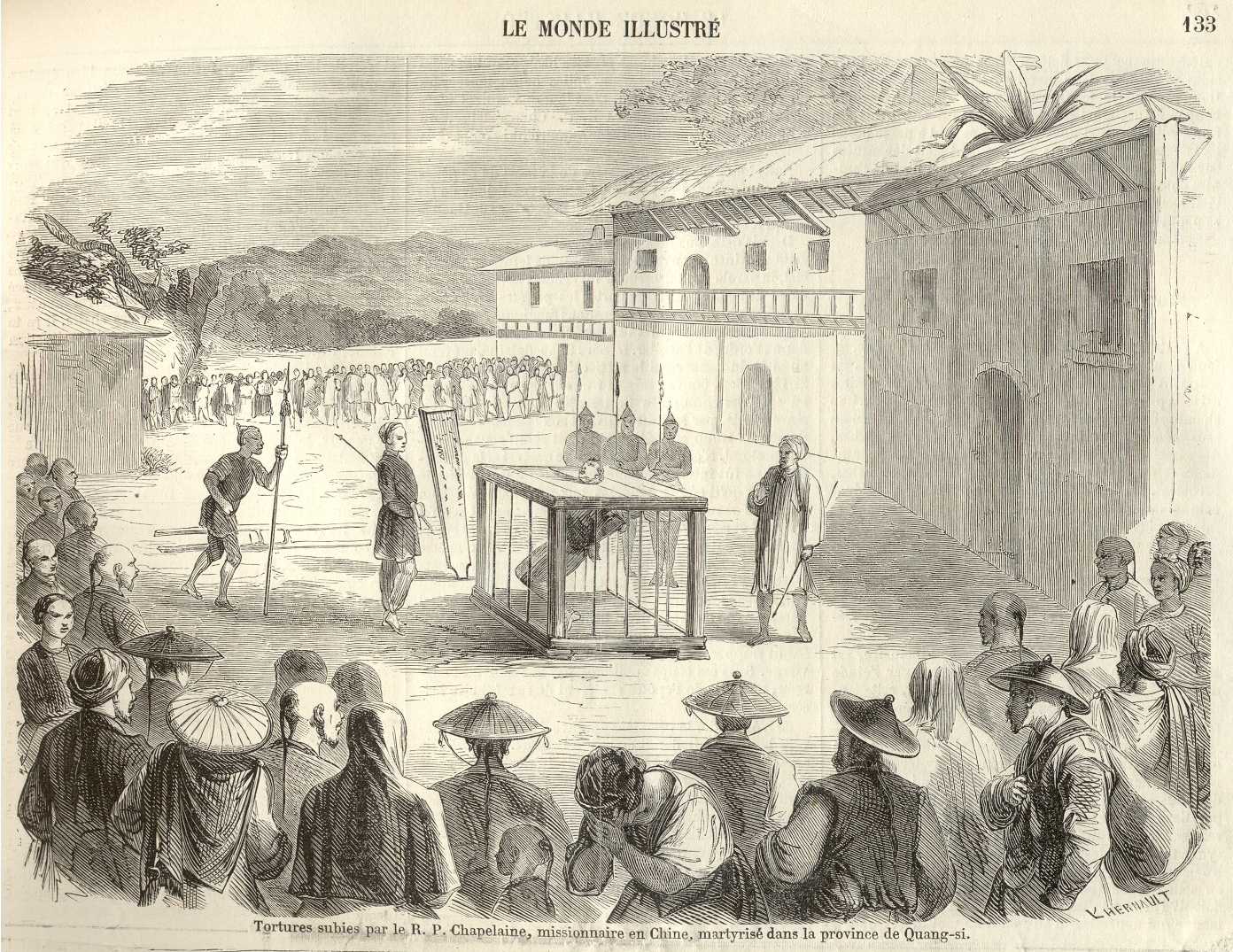
Illustration évoquant les tortures subies par le R. P. Chapedelaine martyrisé dans la province de Quang-si.

À une époque où la religion chrétienne n'est encore autorisée que dans cinq ports ouverts selon le traité de Nankin de 1842 qui mit fin à la première guerre de l'opium, Chapdelaine est dénoncé, accusé de propagande pour une religion interdite, et il est arrêté dans la nuit du 24 au 25 février 1856. Il est soumis à un questionnaire brutal et condamné à mort. Il a été violemment battu, puis enfermé dans une cage accrochée au portail du tribunal. 
Lorsqu'on lui coupa la tête, il était déjà mort. Contrairement à ce qui a pu être écrit dans Le Monde illustré de l'époque et popularisé par des dessins suggestifs, il ne subit pas le supplice du démembrement lingchi, mais fut condamné à la décapitation, qui était la peine prévue par le code chinois contre les missionnaires clandestins.
Apprenant sa mort, le consul intérimaire de France en Chine à Hong Kong, René de Courcy, envoie cette protestation à Ye Mingchen, gouverneur du Guangdong :

« La captivité de M. Chapdelaine, les tortures qu'il a subies, sa mort cruelle, les violences qu'on a faites à son cadavre, constituent, noble Commissaire Impérial, une flagrante et odieuse violation des engagements solennels qu'il a consacrés. Votre Gouvernement doit donc une éclatante réparation à la France. Vous n'hésiterez pas à me l'accorder pleine et entière. C'est à V. E. qu'il appartient naturellement d'en proposer les termes ; j'aurai à décider ensuite si l'honneur, la dignité et les intérêts du Gouvernement de mon grand Empereur me permettent de les accepter. Mon désir serait d'ailleurs de me rendre à Canton et d'en conférer de vive voix avec V. E. Elle n'ignore pas qu'une heure de conversation amicale avance plus quelquefois la solution des affaires importantes qu'un mois de correspondance écrite. »

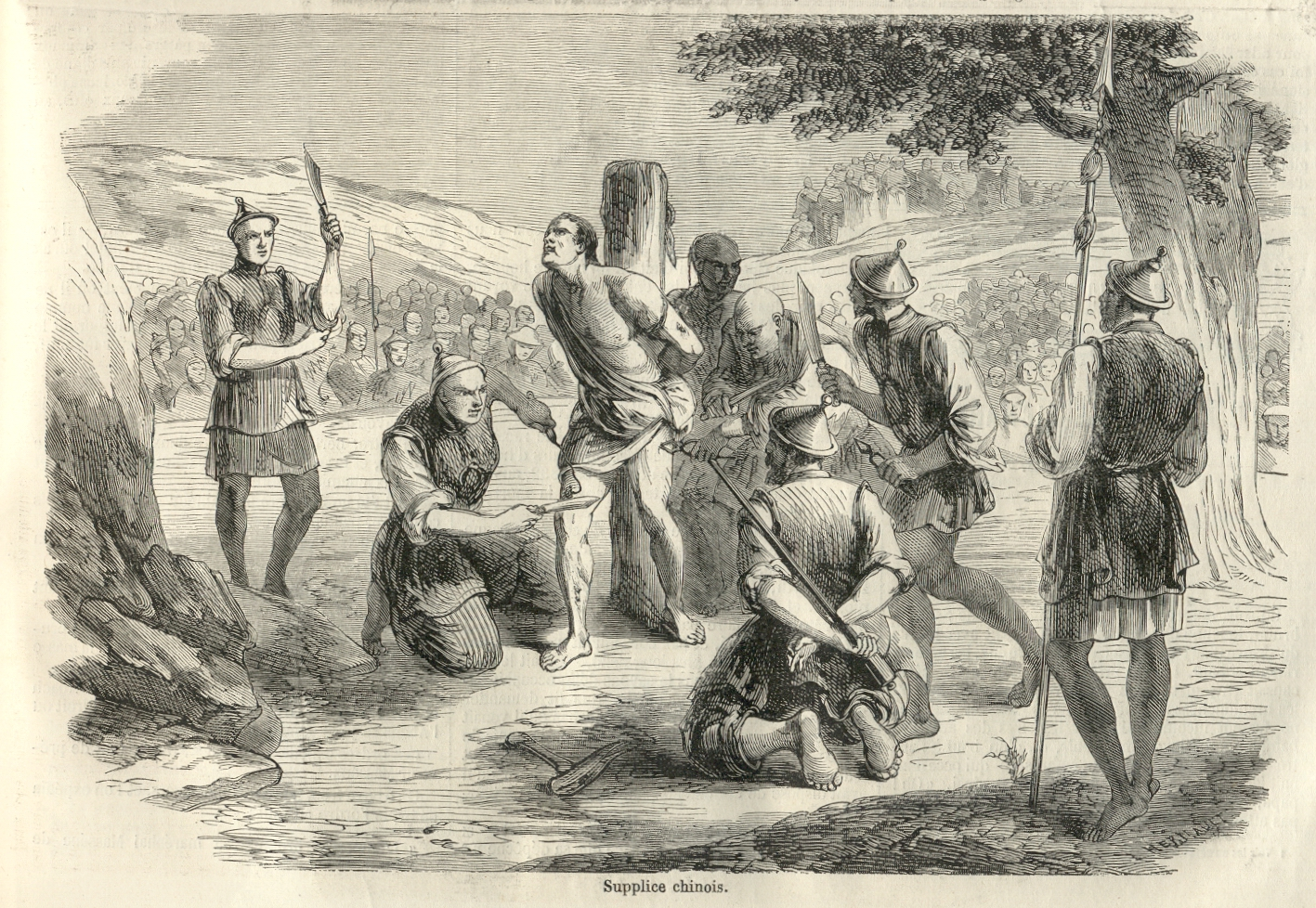
Illustration de 1858 publiée dans le journal Le Monde illustré, de la torture et de l'exécution d'Auguste Chapdelaine en Chine par le supplice du lingchi.

Le gouverneur refusa de s'excuser, et la France s'est servie de ce prétexte pour se lancer aux côtés du Royaume-Uni dans la seconde guerre de l'opium, instrumentalisant complètement le martyre de ce prêtre . 
En 2000, sa canonisation, avec celles des 119 autres martyrs en Chine entre 1648 et 1930, n'a pas provoqué une réouverture du débat sur le déclenchement de cette guerre, mais elle a entraîné des propos très virulents des autorités chinoises à l'égard de ces canonisations, propos très largement relayés par les médias officiels et le dimanche 1er octobre 2000, dans la plupart des églises dépendant de l’Église patriotique de Chine, seule église officiellement reconnue par l'État chinois, elle-même ne reconnaissant pas l'autorité du Vatican, les prêtres et les évêques avaient reçu pour consigne de ne pas célébrer la canonisation des 120 martyrs qui avait lieu le même jour à Rome. Les relations officielles entre la Chine et le Vatican restent toujours extrêmement tendues. 
En 2016, les autorités locales de la République populaire de Chine ont même fait aménager, dans le village de Dingan, où le Père Chapdelaine a trouvé la mort, un musée ouvert aux touristes qui le présente comme un violeur et un espion et qui célèbre l'« esprit patriotique » du magistrat qui l'a fait torturer et exécuter,,. 
La maison natale du Père Chapdelaine à La Rochelle Normande été détruite par un incendie le 2 août 1944, après l'explosion d'un camion allemand auquel des soldats américains avaient mis le feu. Une stèle en marque l'emplacement depuis 1956, centenaire de sa mort.
Il est commémoré le 28 février selon le Martyrologe romain.

## Hommage
L'évêque de Coutances et d'Avranches a nommé la paroisse dont dépend actuellement son village natal en : paroisse Saint-Auguste-Chapdelaine.